# Madeleine Ouellette-Michalska
Madeleine Ouellette-Michalska (Saint-Alexandre-de-Kamouraska, 27 de Maio de 1930) escritora de Québec.
Estudou letras nas universidades de Québec, Montréal e Sherbrooke (doctorado), articulista de publicaçãos como Perspectives e Le Devoir. 

## Obra
- 1979 : La Femme de sable
- 1981 : Entre le souffle et l’aine
- 1981 : L’Échappée de discours de l’œil
- 1984 : La Maison Trestler
- 1985 : La Tentation de dire
- 1987 : L’Amour de la carte postale  — Le Plat de lentilles  — La Danse de l’amante
- 1989 : La Fête du désir
- 1992 : Léo-Paul Tremblé
- 1993 : L’Été de l’île de Grâce
- 1997 : La Passagère
- 1999 : Les Sept Nuits de Laura
- 2000 : L’Amérique un peu
- 2002 : Le Cycle des migrations
- 2006 : L’Apprentissage
- 2007 : Autofiction et dévoilement de soi

## Prêmios
- 1981 - Prix du Gouverneur général
- 1984 - Finaliste du Prix du Gouverneur général
- 1984 - Prix Molson du roman, La Maison Tresler ou le 8ème jour d'Amérique
- 1985 - Membre de l'Académie des lettres du Québec
- 1993 - Prix Jean-Hamelin, L'Été de l'île de Grâce
- 1993 - Prix Arthur-Buies
- 1998 - Médaille d'or de la Renaissance française
- 2002 - Grand Prix littéraire de la Montérégie